# 朗沃当
朗沃当（法語：Lanvaudan，法語發音：[lɑ̃vodɑ̃]）是法国莫尔比昂省的一个市镇，属于洛里昂区。

## 地理
朗沃当（47°53'58"N, 3°15'42"W）面积18.3 平方千米，位于法国布列塔尼大區莫尔比昂省，该省份为法国西北部沿海省份，位于布列塔尼半岛南部，北起阿摩尔滨海省、西接菲尼斯泰尔省，南濒大西洋，东南接大西洋卢瓦尔省，东临伊勒-维莱讷省。
与朗沃当接壤的市镇（或旧市镇、城区）包括：安吉涅勒、比布里、基斯蒂尼克、朗吉迪克、安赞扎克-洛克里斯特、卡朗、普卢艾。

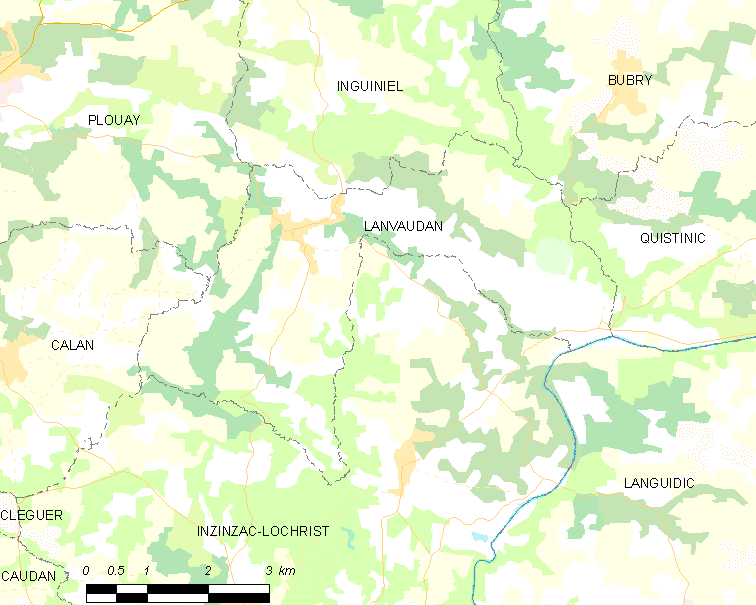
朗沃当的OSM定位图

朗沃当的时区为UTC+01:00、UTC+02:00（夏令时）。

## 行政
朗沃当的邮政编码为56240，INSEE市镇编码为56104。

## 政治
朗沃当所属的省级选区为吉代勒县。

## 人口

1962-2008年间朗沃当人口变化图示

朗沃当于2022年1月1日时的人口数量为809人。